# Хованская, Галина Петровна
Гали́на Петро́вна Хова́нская (род. 23 августа 1943, Москва) — российский политический деятель. Депутат Государственной Думы Федерального Собрания Российской Федерации с 7 декабря 2003 года.. Член Президиума Центрального совета партии «Справедливая Россия — Патриоты — За правду».
Председатель комитета Государственной Думы Федерального Собрания Российской Федерации по жилищной политике и жилищно-коммунальному хозяйству (21 декабря 2011 — 12 октября 2021).
Из-за поддержки российско-украинской войны — под санкциями 27 стран ЕС, Великобритании, США, Канады, Швейцарии, Австралии, Японии, Украины, Новой Зеландии.

## Биография
Родилась 23 августа 1943 года в Москве. В 1966 году окончила факультет вычислительных машин МИФИ. В том же году поступила на работу в ИПМ имени М. В. Келдыша. Занималась проблемами системного программирования. Автор научных публикаций, по совокупности которых ей была присвоена должность старшего научного сотрудника.
С 1989 года — участница демократического движения в Москве (входила в состав «Демократической России»). Участвовала в создании общества избирателей Фрунзенского района «Демократический выбор».
В марте 1990 года была избрана депутатом Фрунзенского районного совета. Входила в блок «Демократическая Россия», с октября 1990 года — в движение «Демократическая Россия». Была членом жилищной комиссии райсовета. Защищала жилищные права граждан в судебных процессах с ЦК КПСС и различными ведомствами.
С 1992 года руководила направлением «Жилищная политика» в управлении префектуры Центрального административного округа Москвы.
В 1993 году была избрана депутатом Московской городской думы первого созыва (как член движения «Демократическая Россия»). С 1994 года под её руководством работал Общественный Совет по жилищной политике при Московской городской думе. Была одним из шести депутатов, которые голосовали против первой редакции Устава города Москвы, которая фактически упраздняла местное самоуправление в столице. На этой основе активно взаимодействовала с партией «Яблоко».
В 1999 году окончила Академический правовой университет при Институте государства и права РАН.

### В партии «Яблоко»
В 1997 году вступила в партию «Яблоко», возглавила Северную организацию Московского регионального отделения «Яблока». В том же году была избрана депутатом Московской городской думы второго созыва (как член партии «Яблоко»). С 1998 года — председатель Комиссии по жилищной политике и коммунальной реформе Московской городской думы.
В 2001 году была избрана депутатом Московской городской думы третьего созыва от партии «Яблоко».
В 2003 году была избрана депутатом Государственной думы России (от Ленинградского избирательного округа № 194 города Москвы). Избиралась как член партии «Яблоко», так как партия в Думу не прошла, то являлась независимым депутатом. Член Комитета Думы по гражданскому, уголовному, арбитражному и процессуальному законодательству.
Заместитель председателя и член Российской демократической партии «Яблоко» до лета 2007 года, затем вышла из партии.

### В партии «Справедливая Россия»

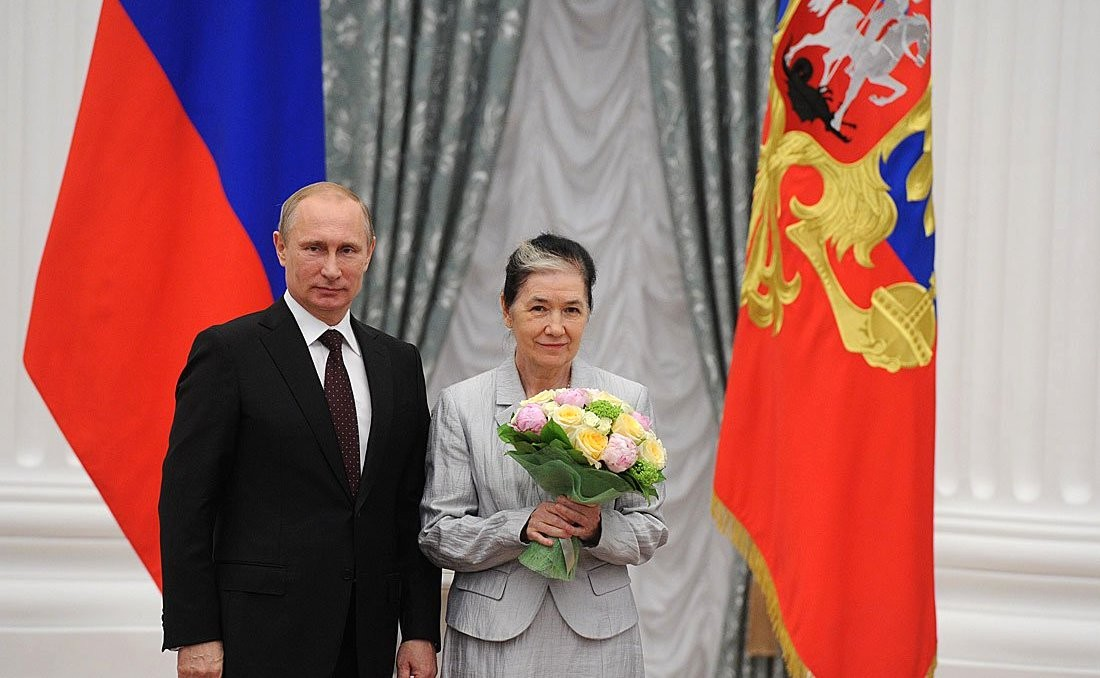
Награждение Орденом Почёта. 31 июля 2014 года

В 2007 году выдвинута кандидатом в депутаты Государственной думы от партии «Справедливая Россия» (номер 2 в списке по городу Москве). На выборах была избрана в Государственную думу V созыва, где вошла во фракцию «Справедливой России».
По состоянию на январь 2008 года — беспартийная, член фракции «Справедливая Россия», член Комитета Думы по строительству и земельным отношениям.
В 2009 году выдвинута в депутаты Московской городской думы от фракции «Справедливая Россия», но на выборах 11 октября фракция не преодолела 7 % барьер.
В мае 2011 года вступила в партию «Справедливая Россия».
4 декабря 2011 года избрана депутатом Государственной думы VI созыва, член фракции «Справедливая Россия», председатель Комитета по жилищной политике и жилищно-коммунальному хозяйству.
На выборах депутатов Госдумы ФС РФ VII созыва 18 сентября 2016 года одержала победу в 198-м одномандатном Ленинградском избирательном округе в Москве.
На выборах депутатов Госдумы ФС РФ VIII созыва в 2021 году переизбралась по тому же 198-м одномандатному Ленинградскому избирательному округу Москвы, её основными соперниками были поддержанная «Умным голосованием» самовыдвиженка Анастасия Брюханова и кандидат от «Яблока» Марина Литвинович. Во время предвыборной кампании активно поддерживалась властями Москвы, вошла в состав т. н. «списка Собянина». Проиграв в очном голосовании Брюхановой (30500 голосов против 32405), смогла одержать победу благодаря дистанционному электронному голосованию (ДЭГ). Команда Брюхановой не признала результаты голосования и провела анализ доступных данных ДЭГ, придя к выводу о наличии многочисленных «вбросов» электронных голосов за Хованскую и других провластных кандидатов.
Член Президиума Центрального совета партии «Справедливая Россия — Патриоты — За правду», Председатель Совета регионального отделения партии в городе Москве. Почётный член партии.

## Борьба против малых средств размещения, включая хостелы
За год до выборов в Государственную Думу РФ VII созыва[уточнить] Галина Хованская начала кампанию по уничтожению отрасли малых средств размещения в целом. Ею внесен законопроект № 876688-6 «О внесении изменения в статью 17 Жилищного кодекса Российской Федерации (в части запрета использования жилых помещений в качестве гостиницы, иного средства временного размещения, а также предоставления в них гостиничных услуг)», который в случае принятия поставит вне закона любую деятельность по сдаче в краткосрочную аренду в жилом фонде: квартиры посуточно, хостелы, апартаменты, гостевые дома и т. д. Хованская заявила, что хостелы, расположенные в жилых домах, «несут угрозу с точки зрения наркомании и алкоголизма», а также «представляют террористическую угрозу». По её инициативе министр внутренних дел России Колокольцев будет бороться[когда?] со всеми хостелами. Под удар попадает[когда?] более 70 % малых средства размещения в таких регионах как Санкт-Петербург и Крымский Федеральный округ.

## Идеологические взгляды
«Для меня СПС-овцы были слишком крутые. Я Чубайса как организатора очень уважаю, но это человек, который коммунист-рыночник, я бы так его назвала: по трупам к светлому будущему — к рынку. Пусть там все вымрут, но мы своего добьемся. Человеческий момент у него абсолютно отсутствует. Я рыночник, конечно, я за конкуренцию, но, с другой стороны, я считаю, что игнорировать социальную составляющую — это рубить сук, на котором сидишь. Поэтому мне, конечно, ближе была позиция „Яблока“, где было сочетание рыночной экономики и разумной социальной политики».
«Все они основаны на законопроектах, которые либо приняты, либо находятся сейчас на рассмотрении в Думе, либо подготовлены, но пока не внесены. Всё это — абсолютно конкретные вещи — мы выступаем за реальный, обоснованный популизм, а не за сказки, в которые наши граждане давно не верят». Речь идет, прежде всего, об адресной защите граждан — это программное положение нашей партии" (из выступления на съезде партии «Справедливая Россия» 24 апреля 2021 года).

## Законотворческая деятельность

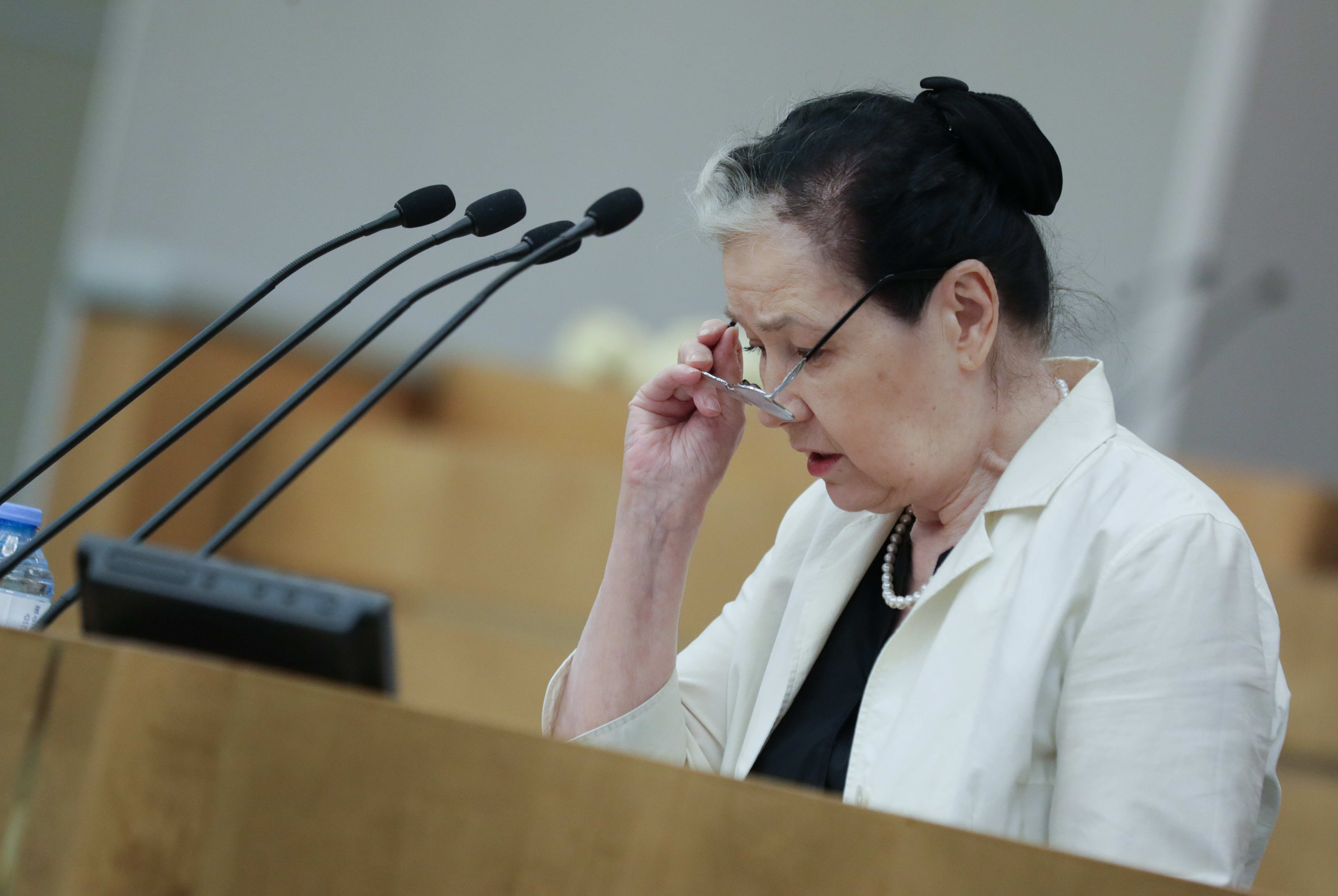
Председатель Комитета по жилищной политике и жилищно-коммунальному хозяйству Галина Хованская на пленарном заседании в Госдуме, 2021 год

Выступает в качестве решительного критика Жилищного кодекса, вступившего в силу 1 марта 2005 года. Внесла вместе с другими депутатами в Государственную думу законопроект о внесении поправок в него (так называемые «поправки Хованской»), который, по её мнению, предотвращает многочисленные случаи нарушения прав граждан.
«Поправки Хованской» планировалось рассмотреть на заседании Государственной думы 21 апреля 2006 года, но думский Комитет по гражданскому, уголовному, арбитражному и процессуальному законодательству решил отложить рассмотрение законопроекта на неопределенный срок.
28 июня 2006 «поправки Хованской» были приняты Государственной думой в первом чтении.
В 2012 году внесла рамочный законопроект, во исполнение этого решения Конституционного суда. Законопроект предусматривает возможность обращать взыскание на жилую площадь за долги. «Надо людей успокоить, и сказать что это касается очень богатых людей, владельцев частных домов, пентхаусов».

## Международные санкции
Из-за поддержки российской агрессии и нарушения территориальной целостности Украины во время российско-украинской войны находится под персональными международными санкциями разных стран.
23 февраля 2022 года включена в санкционный список Евросоюза, так как «поддерживала и проводила действия и политику, которые подрывают территориальную целостность, суверенитет и независимость Украины, которые еще больше дестабилизируют Украину».
24 февраля 2022 года, включена в санкционный список Канады «близких соратников режима» за голосование о признании независимости «так называемых республик в Донецке и Луганске».
24 марта 2022 года, на фоне вторжения России на Украину, включена в санкционный список США за «соучастие в войне Путина» и «поддержку усилий Кремля по вторжению в Украину», Госдеп США заявил что депутаты Госдумы используют свои полномочия для преследования инакомыслящих и политических оппонентов, нарушают свободу информации, ограничивают права человека и основные свободы граждан России.
По аналогичным основаниям, с 11 марта 2022 года находится под санкциями Великобритании. С 25 февраля 2022 года находится под санкциями Швейцарии. С 26 февраля 2022 года находится под санкциями Австралии. С 12 апреля 2022 года находится под санкциями Японии. Указом президента Украины Владимира Зеленского от 7 сентября 2022 находится под санкциями Украины. С 3 мая 2022 года находится под санкциями Новой Зеландии.

## Семья
Отец был преподавателем МГУ имени М. В. Ломоносова, погиб на фронте в 1945 году. Мать также преподавала в МГУ, была комсомольским, партийным работником.
Муж Валерий Хованский — учёный-физик. В семье — дочь и двое внуков.

## Награды
- Орден Почёта (31 марта 2014 года) — за достигнутые трудовые успехи, значительный вклад в социально-экономическое развитие Российской Федерации, заслуги в гуманитарной сфере, укреплении законности и правопорядка, активную законотворческую, общественную деятельность, многолетнюю добросовестную работу[25]
- Медаль «Защитнику свободной России» (18 марта 1993 года) — за исполнение гражданского долга при защите демократии и конституционного строя 19 — 21 августа 1991 года[26]
- Благодарность Президента Российской Федерации (12 июня 2013 года) — за большой вклад в развитие российского парламентаризма и активную законотворческую деятельность[27]
- Благодарность Президента Российской Федерации (21 октября 2009 года) — за плодотворную законотворческую и общественную деятельность[28]
- Медаль Столыпина П. А. II степени (2018)
- Почётная грамота правительства Российской Федерации (4 июля 2013 года) — за многолетнюю плодотворную законотворческую деятельность и развитие законодательства Российской Федерации[29]
- Благодарность Правительства Российской Федерации (20 июля 2019 года) — за большой вклад в развитие российского парламентаризма и активную законотворческую деятельность[30]
- Звание «Человек года-2013» (27 ноября 2013 года)[31]